# La ciència i la Bíblia
La ciència i la Bíblia és l'estudi comparatiu entre la Bíblia i els coneixements actuals de la ciència.
Els diferents llibres de la Bíblia contenen descripcions del món físic en el moment en què foren escrits. Aquestes descripcions són importants per determinar quines influències varen tenir els seus autors, i si es poden considerar inspirats per una força divina tal com interpreten autors posteriors i en gran part la majoria de creients jueus, cristians i musulmans. També és important l'estudi per establir el desenvolupament d'una història de la ciència a l'edat del ferro.

## Escoles de pensament

### Evolucionistes
Els evolucionistes sostenen que les diverses declaracions bíbliques estan en contradicció amb els coneixements científics, en particular pel que fa a les seves afirmacions relatives a l'origen del cosmos, astronomia, i evolució biològica.

### Creacionistes
Els creacionistes consideren la Bíblia inspirada per Déu i, per tant, històrica i fiable. Com el pastor Ureña, que defensa la total harmonia entre la Bíblia i la ciència actual.
Dins del creacionisme podem trobar diferents tendències:
- El Creacionisme de la Terra jove defensa la interpretació literal de la Bíblia i considera que la Terra no té més de 6.000 anys d'existència. Entre els adeptes dels creacionistes de la Terra jove existeixen tres grups: els que defensen que Déu va dirigir l'evolució durant un període curt, els que rebutgen totalment l'evolució dels éssers vius i els que neguen l'evolució humana, però accepten l'evolució de la resta dels éssers vius.

- El creacionisme de la Terra vella admet l'edat real de la Terra. Aquest segon esquema se subdivideix en dos grups: el d'aquells que creuen que Déu va crear l'univers una sola vegada i després el va abandonar i el d'aquells que creuen en una creació progressiva de l'univers. Entre aquests últims hi ha els qui defensen que Déu va crear les primeres espècies i després va dirigir la seva evolució i els que creuen que, un cop Déu va crear les primeres espècies, aquestes varen evolucionar per elles mateixes.

### Panbabilonisme
L'escola de pensament coneguda com a Panbabilonisme ensenya que bona part de la Bíblia deriva de la mitologia babilònica que fou transmesa en el segle vi aC, durant la captivitat del poble jueu a Babilònia.
Per altra banda el Nou Testament cristià seria un producte de l'època romana i reflecteix la visió del món d'aquella època, en alguns casos, per exemple, en les referències a astrologia, filosofia o exorcisme.

## Cosmologiaiastronomia

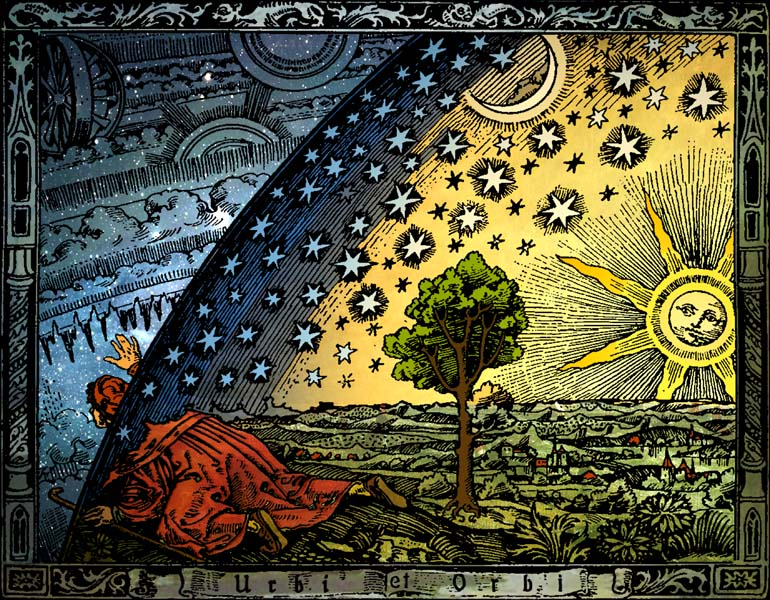
Visió mesopotàmica del cosmos, el cel era vist com una cúpula esfèrica.

En contra del que la ciència diu avui dia, la visió del món en la Tanakh és clarament semblant a la cosmologia mesopotàmica de l'època, per exemple:
- La terra era plana: 
  - Isaïes 44:24, Jo... he desplegat el cel i he esplanat la terra.
- El sol donava voltes sobre la terra (geocentrisme):
  - Jos. 10:12-13, "Sol, detura't a Gabaon...el sol es va aturar al bell mig del cel...".
- La terra estava immòbil:
  - Salms 93:1, "El món es manté ferm, incommovible".
  - 1 Cròniques 16:30, "El món es manté ferm, incommovible".

La referència del cercle de la terra d'(Isaïes 40:22) s'utilitza tant per donar suport com per refutar una terra plana.

Com en la cosmografia de Babilònia, la Bíblia hebrea s'imagina la Terra coberta per un cel sòlid o cúpula (el Firmament) a la qual s'adjunta el sol, la lluna i les estrelles.

## Creació

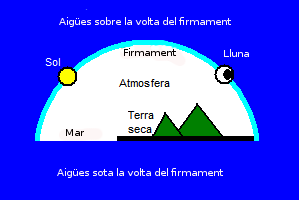
El firmament segons Gènesi 1,1

Segons el llibre bíblic del Gènesi, Déu va crear el món en sis dies:
- Gènesi 1,1 "Al principi Déu va crear el cel i la terra... I la llum va existir... el primer dia".
- Gènesi 1,6 "Déu va fer la volta del firmament (cel)... i fou el segon dia."
- Gènesi 1,12 "La terra produir la vegetació, herbes, arbres...i fou el tercer dia."
- Gènesi 1,16 "Déu va fer els dos grans llumeners (sol i lluna) i estrelles... el quart dia."
- Gènesi 1,20 Déu crea els peixos i les aus (el cinquè dia).
- Gènesi 1,24 Déu crear els animals terrestres...creà l'home i la dona (el sisè dia).
- Gènesi 2,1 El dia setè, Déu havia acabat la seva obra...aquell dia reposà de la seva obra creadora.

### Creacionisme
Els creacionistes creuen literalment amb el que diu la bíblia.
James Ussher, un arquebisbe anglicà del segle xvii, basant-se en la cronologia bíblica va datar l'origen del món el 23 d'octubre de l'any 4004 abans de Crist.

### Punt de vista evolucionista
Per la majoria d'autors racionalistes el Gènesi no segueix les etapes lògiques de com va ser l'evolució de l'univers. El Sol té una antiguitat d'uns 6.000 milions d'anys i la Terra uns 4.500 milions d'anys. Per tant, el Sol, i les estrelles, són molt més antigues que la Terra. Quan la Terra es va formar, la llum del Sol feia milions d'anys que il·luminava l'espai, i les estrelles existien ja en el firmament milions d'anys abans que la Terra fos formada. Contràriament a aquestes evidències el Gènesi bíblic afirma que primer va ser creada la Terra i després el Sol i les estrelles.
|                                                  | Bíblia                                          | La biologia evolutiva                                                   |
| ------------------------------------------------ | ----------------------------------------------- | ----------------------------------------------------------------------- |
| Les herbes, les plantes de la terra i els arbres | Van ser creats abans que el sol                 | Van evolucionar després que el sol                                      |
| Primeres formes de vida                          | Plantes terrestres                              | Els organismes marins                                                   |
| Ocells                                           | Van ser creats abans que els animals terrestres | Van evolucionar d'animals de la terra                                   |
| Arbres Fruiters                                  | Creat abans dels peixos                         | Van evolucionar després dels peixos                                     |
| Primers Humans                                   | Creats a partir del fang                        | Van evolucionar dels simis superiors i comparteixen un avantpassat comú |
| Fi de la creació                                 | Al setè dia, Déu va descansar                   | El procés d'evolució continua                                           |

Segons la Bíblia Déu va crear primer la vegetació terrestre i després els peixos i les aus i finalment els animals terrestres. Però segons la ciència moderna, la vida es va originar primer en el mar passant després a terra ferma.

### Dia de descans
Segons el Gènesi, Déu va descansar al setè dia o, cosa que és el mateix, va deixar de crear. Però la ciència ensenya que la creació o evolució continua en tots els nivells. En l'Univers es continuen formant estrelles i galàxies. Els continents segueixen la seva deriva. A escala geològica es desenvolupen els processos de formació de muntanyes i serralades, erosió de terrenys, i desencadenament de terratrèmols i volcans. Dins la naturalesa, l'evolució també segueix lentament el seu procés, des dels grans mamífers fins als virus més petits mutant amb gran rapidesa.

### Punt de vista de la crítica textual
El relat de la creació del llibre de Gènesi és segons la crítica textual una recopilació de dos relats diferents: 
- En el primer relat del capítol 1 la creació comença pel més simple que és la matèria i acaba pel més complex que és la creació de l'home i la dona.
- En el segon relat (Gènesi 2,1) primer fou creat l'home i després es creen els animals i finalment es crea la dona.

## El Diluvi
Un Diluvi Universal en el qual tota la terra quedés coberta per l'aigua, no és acceptat per la ciència actual. Per contra, la ciència sí que accepta cinc grans extincions d'animals i plantes, en especial l'Extinció del Cretaci-Paleogen que malgrat la seva importància geològica, no apareix en la Bíblia.
Gairebé tots els científics actuals veuen inviable fer cabre a totes les espècies de la terra en l'Arca de Noè, segons els zoòlegs actualment viuen:
- Rèptils cinc mil espècies
- Aus, nou mil espècies.
- Mamífers, quatre mil cinc-centes espècies.
- Insectes, Deu milions d'espècies.[10]

A més es qüestionen com va poder Noè fer arribar després del diluvi a tots els animals als seus llocs a on viuen actualment.
Com arribaren els coales a Austràlia des del mont Ararat? Com van sobreviure a la travessia des d'Ararat fins a Austràlia sense fulles d'eucaliptus per menjar? (Recordem que els eucaliptus són endèmics d'Austràlia i que els coales s'alimenten gairebé exclusivament d'aquestes plantes). Com ho van fer per travessar l'oceà?
El mateix es podria dir del Cangur d'Austràlia, el Dodo de l'illa Maurici, o el Moa de Nova Zelanda, tots ells animals incapaços de travessar l'oceà pel seu propi compte.

### Dinosaures
Segons l'evolucionisme els dinosaures es van extingir de la terra fa milions d'anys. Per contra els fonamentalistes bíblics creuen que van ser creats i vivien en temps de Noè. Les escriptures esmenten uns animals sota el nom de Behemot i Leviatan on creuen veure la descripció d'uns dinosaures. Tanmateix Tanniyn que apareix 28 vegades en la Bíblia i es tradueix normalment com "drac" podria ser un possible dinosaure. A més els creacionistes creuen que Noè va introduir ous de dinosaure dins l'arca per salvar-los del Diluvi Universal.
Per contra els escèptics creuen que les històries de dracs són mites i llegendes sorgides de les troballes de restes de dinosaures.

## Vegeu
- Bíblia
- Arqueologia bíblica
- Panbabilonianisme
- Terra plana